# پاوووویچکی
پاوووویچکی (به لهستانی:  Pawłowiczki) یک روستا در لهستان است که در گمینا پاوووویچکی واقع شده‌است. پاوووویچکی ۱٬۳۰۰ نفر جمعیت دارد.

## خواهرخوانده
شهر لیندنفلز خواهرخواندهٔ پاوووویچکی هست.